# Bình Long (tỉnh)
Bình Long là một tỉnh cũ của Việt Nam Cộng hòa.

## Địa lý
Tỉnh Bình Long có vị trí địa lý:
- Phía đông giáp tỉnh Phước Long
- Phía tây giáp tỉnh Tây Ninh
- Phía nam giáp tỉnh Bình Dương
- Phía bắc giáp Campuchia.

## Hành chính
Tỉnh Bình Long được chia thành 3 quận: An Lộc, Chơn Thành, Lộc Ninh.
| Dân số tỉnh Bình Long năm 1967 | Dân số tỉnh Bình Long năm 1967 |
| Quận                           | Dân số (người)                 |
| ------------------------------ | ------------------------------ |
| An Lộc                         | 26.449                         |
| Chơn Thành                     | 11.735                         |
| Lộc Ninh                       | 21.738                         |
| Tổng số                        | 59.922                         |

## Lịch sử
Ngày 22 tháng 10 năm 1956, Tổng thống Việt Nam Cộng hòa Ngô Đình Diệm ban hành Sắc lệnh số 143-NV về việc thành lập tỉnh Bình Long trên cơ sở một phần của tỉnh Thủ Dầu Một. Tỉnh lỵ đặt tại An Lộc, trước đây thuộc quận Hớn Quản của tỉnh Thủ Dầu Một.
Ngày 3 tháng 1 năm 1957, Tổng thống Việt Nam Cộng hòa ban hành Nghị định số 4 về việc:
- Quận An Lộc có 36 xã với 118 ấp.
- Quận Lộc Ninh có 18 xã với 95 ấp.

Năm 1960, quận An Lộc hợp nhất một số xã, nên còn 21 xã và quận Lộc Ninh hợp nhất một số xã, nên còn 10 xã.
Năm 1964, thành lập quận Chơn Thành, trên cơ sở 5 xã của quận An Lộc và thành lập thêm 7 xã.
Quận Chơn Thành có 12 xã.
Đối với chính quyền cách mạng, để phù hợp với yêu cầu chỉ đạo địa bàn hoạt động tương ứng với việc phân chia đơn vị hành chính của chính quyền Sài Gòn, tháng 10 năm 1961, Trung ương cục miền Nam quyết định tách tỉnh Bình Long khỏi tỉnh Thủ Dầu Một. Thành lập tỉnh mới Bình Long và tương ứng chia các địa danh gắn với các phiên hiệu. Tỉnh Bình Long có 3 quận được đặt theo 3 phiên hiệu mật danh để hoạt động đó là: C45 (quận Chơn Thành), C55 (quận Hớn Quản) và C65 (quận Lộc Ninh).
Ngày 20 tháng 9 năm 1975, Bộ Chính trị ban hành Nghị quyết số 245-NQ/TW về việc hợp nhất tỉnh Bình Long, tỉnh Phước Long và tỉnh Bình Dương thành một tỉnh, tên gọi tỉnh mới cùng với nơi đặt tỉnh lỵ sẽ do địa phương đề nghị lên.
Ngày 20 tháng 12 năm 1975, Bộ Chính trị ban hành Nghị quyết số 19/NQ về việc hợp nhất tỉnh Bình Phước, tỉnh Thủ Dầu Một (bao gồm các huyện Dĩ An, Phú Giáo, Tân Uyên) thành một tỉnh mới, tên gọi tỉnh mới cùng với nơi đặt tỉnh lỵ sẽ do địa phương đề nghị lên.
Ngày 24 tháng 2 năm 1976, Chính phủ Cách mạng lâm thời Cộng hòa miền Nam Việt Nam ban hành Nghị định số 3/NQ/1976 về việc hợp nhất tỉnh Bình Phước và tỉnh Thủ Dầu Một thành tỉnh mới, lấy tên là tỉnh Sông Bé.
Ngày 6 tháng 11 năm 1996, Quốc hội ban hành Nghị quyết về việc chia tỉnh Sông Bé thành tỉnh Bình Phước và tỉnh Bình Dương.
Trong đó, tỉnh Bình Phước có địa giới bao gồm 2 tỉnh Bình Long và Phước Long cũ. Tỉnh lỵ tỉnh Bình Phước hiện nay là thành phố Đồng Xoài, vốn là quận lỵ quận Đôn Luân, tỉnh Phước Long trước đây.
Hiện nay, địa danh Bình Long chỉ còn được dùng để chỉ thị xã Bình Long, đơn vị hành chính cấp huyện trực thuộc tỉnh Bình Phước.
Địa bàn tỉnh Bình Long cũ nay là một phần của tỉnh Bình Phước (gồm các thị xã Bình Long, Chơn Thành và các huyện Hớn Quản, Lộc Ninh) và một phần các huyện Dầu Tiếng, Bàu Bàng, Phú Giáo của tỉnh Bình Dương.